# モザイク (遺伝学)
生物学におけるモザイクとは、一つの個体の中で、遺伝的に異なる細胞が混在することを指す。普通は多細胞生物の体の一部分が周囲の部分とは遺伝的に異なっている状態のことで、往々にして見かけの上でも異なるため、異質な様子の部分がはめあわせのように見えるのを指す。
類似の現象にキメラがあるが、キメラは遺伝的に異なった部分が、別の個体を起源とするところに違いがある。モザイクは、元々同一の個体であるものにおいて、遺伝的に異なる部分が生まれた場合である。これは、体細胞分裂における失敗や体細胞における突然変異などによるものである。
有名なものに昆虫における性的モザイクがある。これは体の部分によってその表す性が異なるもので、往々にして正中線を境に、左右が別の性を示す。チョウのように性的二形が視覚的にはっきりしているものでは、まるで二匹を真ん中で切って貼り合わせたような奇妙な姿となる。